# 謙虛的英雄
《謙虛的英雄》是由日本動畫工作室Studio Ponoc在2018年夏季公開，內容由三部短篇作品組成的動畫電影。

## 劇情

### 卡尼尼與卡尼諾
在河川裡頭，住著由父親多多，以及他的兩名兒子卡尼尼和卡尼諾所組成的螃蟹家庭。某日，多多在河中意外被水裡的急流給沖走，為了找回失蹤的父親，卡尼尼和卡尼諾兩人踏上了冒險。

### 武士蛋
俊是一名住在東京府中市裡喜歡棒球的小男孩，但他天生有著不能接觸蛋類食物的特殊體質。有一天在練習完棒球回家後，俊不小心拿了內含雞蛋成份製成的冰淇淋當點心吃，讓他的身體因此起了嚴重反應。

### 透明人
一棟舊公寓裡，住著一位不被週遭給注意到的透明人。而他的透明人身份，到了最後會連重力都將其給忽視掉，就這樣慢慢飄浮到天空裡消失。

## 製作

### 過程
Studio Ponoc在公開他們創立以來首篇的長篇動畫電影《瑪麗與魔女之花》前，曾有人向該影片製作人西村義明提出《瑪麗與魔女之花》是否會有出外傳之類衍生作品的可能。虽然當時西村義明沒這樣的意圖，但有在心裡想著如果真的要做出外傳的話，应如何使用短篇動畫來表現外傳內容的想法。
之後西村義明想到過去在吉卜力工作室任職時，工作室裡的高畑勳與宮崎駿導演都是會想嘗試新事物的人，有感於之前自己都是在他們所建構出的基礎下製作動畫，便決定以短篇的動畫電影來做挑戰。而指名的影片導演人選除了有執導《瑪麗與魔女之花》的米林宏昌外，也包括百瀨義行與山下明彥兩名前吉卜力工作室人員。

### 內容
影片使用的作品標題為《小小英雄》，這出自於西村義明想向孩子們提出在生活四周裡，也許就有著渺小；但努力活著想達成某種目標的人物存在。
作品裡包含三個長度各約15分的動畫，其中米林宏昌所負責是名為《卡尼尼與卡尼諾》的章節，是個將螃蟹給予擬人化的作品，劇情是描述一對名叫卡尼尼和卡尼諾螃蟹兄弟所經歷的冒險故事，這也是米林過去至今執導過動畫裡頭首部由個人所原創的劇本。起初米林是計劃弄出一篇將青蛙給擬人化的內容，但之後發現內容不夠有趣而捨棄，便轉向從自己感興趣的澤蟹之類生物來尋找點子。畫面的表現手法上，則是採用了融合手繪以及電腦CG的方式。
百瀨義行所執導《武士蛋》是偏向劇情類型的作品，內容改自一位患有嚴重蛋類食物過敏少年的實有事蹟。因作品涉及到醫學症狀，而有向領域人士詢問了一些建議。其中百瀨不想讓觀眾覺得這只是一篇關於一名可憐小男孩的故事，而是想表達出生命強韌的一面，和少年要如何在天生體質問題下掌控自己的生活，以及親情之間的描寫。作品畫風上有從古田足日和田畑精一倆人所創作的繪本《壁櫥裡的冒險》來作為參考，並採用類似色鉛筆所呈現出的繪製效果。
最後由山下明彥擔任的《透明人》，描述著一名透明人內心裡的孤獨，並以山下明彥擅長的動作場面來作為表現手法。西村義明認為作品裡的透明人，能作為現代人內心常有的孤獨、不安情緒的隱喻，並覺得這是一篇含有哲學性的疑問，以及是三篇裡頭最具前衛風格的作品。

### 配音
第一篇《卡尼尼與卡尼諾》裡，由女影星木村文乃和鈴木梨央分別擔任了卡尼尼和卡尼諾螃蟹兄弟。第二篇《武士蛋》中的小男孩俊、以及和他的父母一家人，為篠原湊大、尾野真千子、坂口健太郎三人飾演。最後一篇的《透明人》，則邀請了小田切讓和田中泯參與配音。

### 配樂與歌曲
配樂部份有過去與米林宏昌多次合作的音樂人村松崇繼，流行音樂製作人島田昌典，以及曾在百瀨義行執導的科幻短篇動畫三部曲《可攜式機場》、《9號太空站》、以及《飛天都市計畫》裡配樂的中田康貴擔任。
影片片尾曲《小小英雄》，則由女歌手木村KAELA負責演唱。

## 影響
- 《謙虛的英雄》被收錄在曾主持Podcast節目「吉卜力圖書館」（Ghibliotheque）、撰寫《吉卜力電影完全指南》的廣播人兼作家麥可．里德（英語：Michael Leader）和製片兼作家傑克．康寧漢（英語：Jake Cunningham）著作的《日本經典動畫指南》（英語：The Ghibliotheque Anime Movie Guide: The Essential Guide to Japanese Animated Cinema），做為介紹日本動畫歷史80年期間30名位導演與30部經典動畫的案例[15]。

## 外部連結
- 《小小英雄－螃蟹與蛋與透明人－》官方網站（页面存档备份，存于）（日語）